# 容永道
容永道（1927年—2013年11月7日），著名香港會計師，容永道會計師事務所創辦人。出身於顯赫世家，外祖父梁士詒，清朝時出任鐵路局局長，後來助袁世凱恢復帝制，獲任命為總統秘書長；生父容顯勛是渣打銀行首任買辦容翼庭之子。容永道三歲時生父過世，母親梁藏生再嫁中國留學生之父容閎之子容覲彤，繼父亦病逝，最後與蘇格蘭裔會計師約翰·亞歷山大·特納於上海結婚，容永道亦受繼父影響到蘇格蘭Davidson & Workman會計師行實習，其後成為首位華人蘇格蘭特許會計師公會會員。

## 生平
- 1927年：於香港出生
- 1957年：獲蘇格蘭特許會計師公會會員資格
- 1958年：返回香港工作
- 1962年：創辦容永道會計師事務所
- 1978年：獲委任為廣東省政協
- 1985年：獲委任為基本法起草委員
- 1989年：獲鄧小平接見
- 1998年：容永道會計師事務所與羅兵咸會計師事務所合併
- 2013年：病逝：享壽86歲

## 名下馬匹
容永道於1977年以港幣5萬元從馬會購入來自澳洲之高價馬祿怡 (當時所有新馬不論是否曾出賽皆由馬會於外地買入後運送來港再以抽籤方式配售給本地馬主), 牠於1978年至1981年期間曾三度奪得香港馬王的榮銜; 此外他亦擁有『康怡』、『德怡』、『最容易』、『真容易』、『好容易』和『又容易』等馬匹。

## 廣告代言
1984年: 美國運通卡 (與祿怡一起演出)